# استیونسن ۵۲۱۱
سیارک ۵۲۱۱ (به انگلیسی: 5211 Stevenson، نامگذاری:1989NX) پنج هزار و دویست و یازدهمین سیارک کشف شده‌است که در ۸ ژوئیه ۱۹۸۹ کشف شد.
قدر مطلق سیارک برابر ۱۳٫۴۰ است.